# Elektrokolo

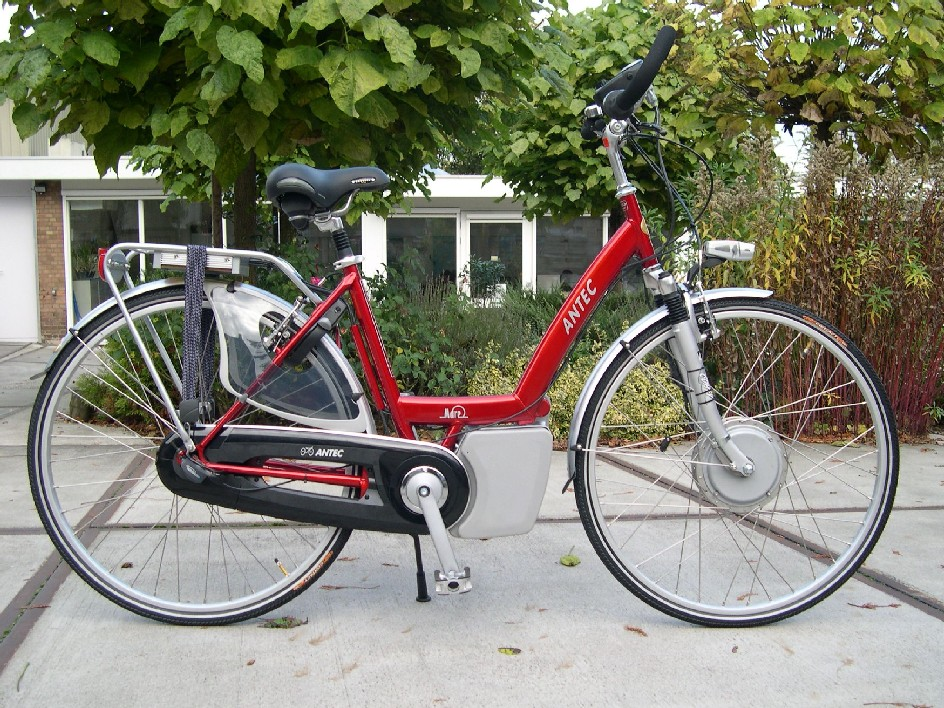
Elektrické kolo Antec

Elektrické kolo je jízdní kolo, které je poháněno kombinací lidské síly a elektrické energie. Podle ideálního terénu pro elektrokola se tyto dopravní prostředky dále dělí na elektrokola do města, treková elektrokola, terénní, horská či nákladní elektrokola. Zhruba od roku 2010 začala popularita elektrokol rychle narůstat.

## Historie
Prvním konstruktérem elektrokola byl Hosea W. Libbey z amerického Bostonu, který si nechal patentovat kolo poháněné elektrickým motorem. Ten byl umístěn ve středu osy klikové hřídele. Do konstrukce elektrického kola se pustili i čeští vynálezci. Jedním z prvních českých konstruktérů byl Ing. H.Fugner.

## Moderní elektrokola

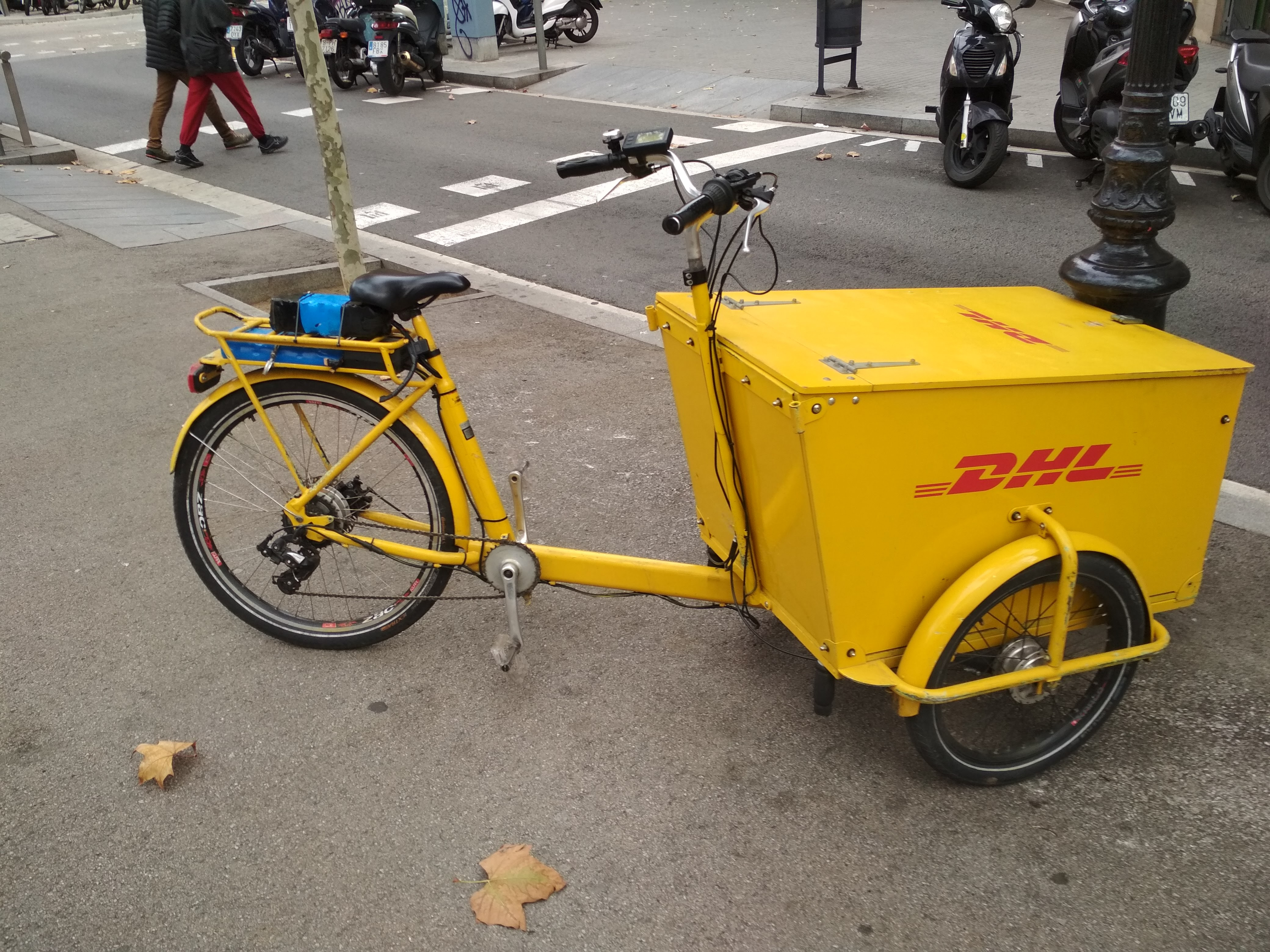
Nákladní elektrokolo firmy DHL

Elektrokola existují ve všech typech jako silniční elektrokola, skládací elektrokola, která jsou rozložena do jízdního stavu během několika sekund, městská elektrokola, která nabízí nízký nástup a převoz značného množství nákladu, až po terénní elektrokola, která jsou konstruována pro jízdu v terénu a nabízí dojezd s asistencí i více než 100 kilometrů. Variantně pro úzkou skupinu spotřebitelů jsou konstruována i elektrokola s retro designem. V některých státech jsou významnou součástí městské logistiky také nákladní elektrokola. Část bikesharingových služeb také využívá elektrokola.

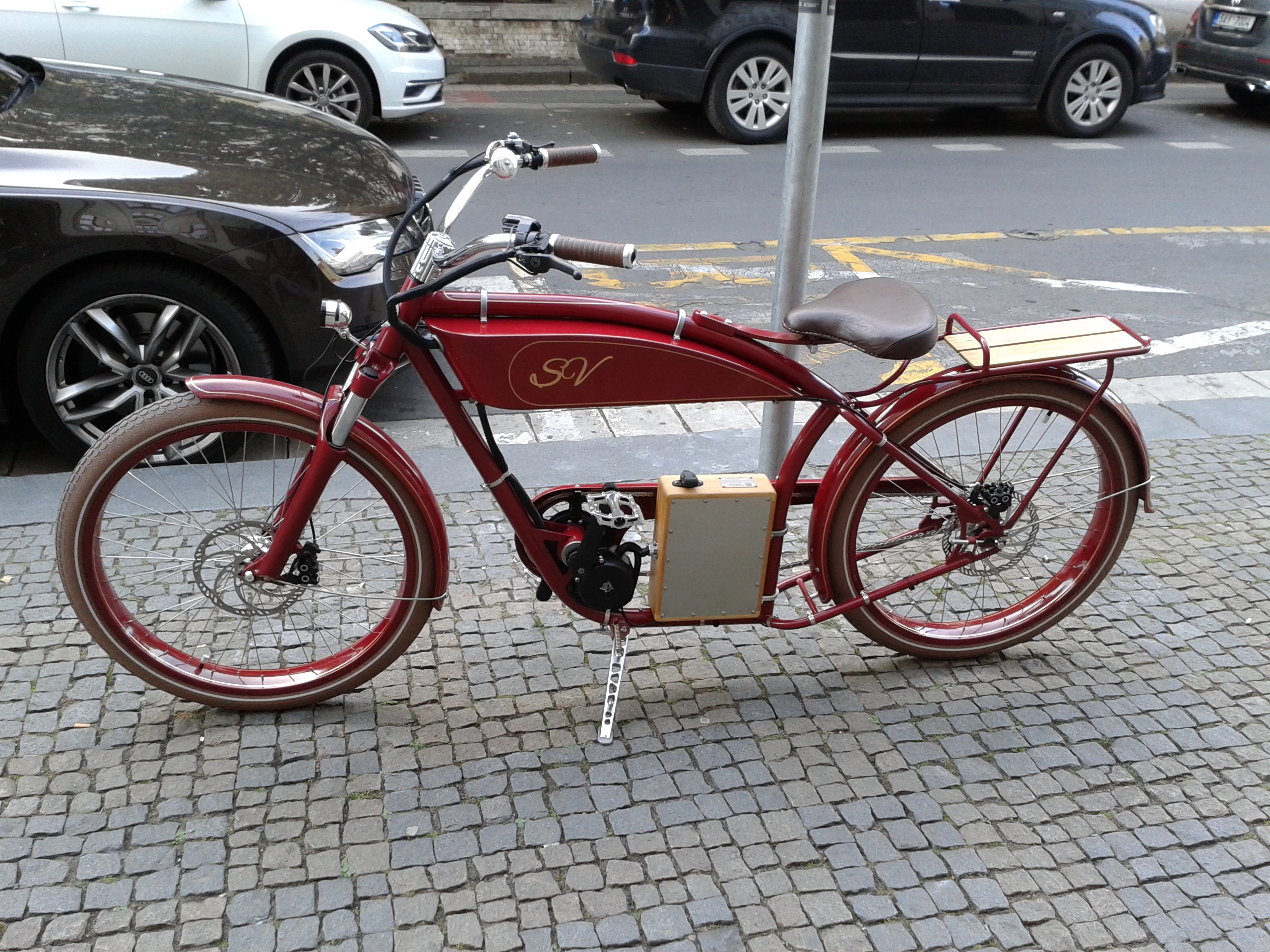
„SVBike“ od firmy AGE COM

### Akumulátory
Elektrokola se převážně liší typem použité baterie (akumulátoru). Nejlevnější e-kola (v cenové relaci okolo 13 tis. Kč) s olověnou baterií jsou příliš těžká (cca 40 kg) a baterie má značně omezenou životnost (typicky 300 nabíjecích cyklů). Moderní elektrokola jsou vybavena lithiovou baterií (typ Li-Ion, Li-Polymer nebo Li-fosfát) a při váze mezi 19 a 29 kilogramy nabízí snadnou transportovatelnost, dlouhý dojezd na jedno nabití (40 až 100 km) a také dlouhou životnost baterie (až 1 000 nabíjecích cyklů, což v normálních podmínkách reprezentuje nájezd 30 až 70 tis. kilometrů). Na trhu najdeme výrobky s kapacitou baterie od 400 do 700 Wh.

## Legislativa
Legislativa týkající se provozu jízdních kol se na různých místech světa značně liší. Obecně jsou zásadní otázkou omezování rychlosti jízdy, možnost pohonu dopravního prostředku bez šlapání, nutnost registrace kola, pojištění a řidičské oprávnění.

### Evropské právo
V EU a ve Švýcarsku existuje základní rozdělení elektrokol do tří kategorií:
- e-bike,
- Pedelec (zkratka pedal electric cycle),
- S-Pedelec (speed Pedelec).

Slovo "elektrokolo", případně "e-bike" v běžném použití typicky označuje kola klasifikovaná v EU jako Pedelec, případně S-Pedelec. E-bike nevyužívá asistenci při šlapání a elektromotor je ovládán páčkou, případně vůbec není vybaven šlapkami.

#### Pedelec
Je definován následujícími parametry:
- elektromotor o výkonu maximálně 250 wattů
- podpora elektromotoru při šlapání až do rychlosti 25 km/h
- podpora elektromotoru bez šlapání až do rychlosti 6 km/h

Obdobná práva a povinnosti jako neelektrické jízdní kolo, včetně lokálních specifik jednotlivých zemí EU, v EU bez omezení věku, ve Švýcarsku jezdec minimálně 14 let.
Tato kola mohou jako běžná kola využívat cyklostezky. Pro jízdu na elektrickém kole není potřeba řidičský průkaz. Maximální rychlost poháněného kola může být v ČR a jinde v EU (bez nutnosti homologace) 25 km/h. Náklady na energii na 1 km jsou přibližně 0,04 Kč, celkové náklady po započtení opotřebení plášťů, brzd, řetězu atd. se pohybují okolo 1 Kč na kilometr. Vzhledem k tomu, že jde v podstatě o klasické kolo, pouze vybavené přídavným elektromotorem a akumulátorem (nesprávně většinou označovaným jako „baterie“), lze jej přepravovat ve vlaku, cyklobusu, nebo v městské hromadné dopravě.

#### S-Pedelec
Je definován následujícími parametry:
- maximální výkon motoru 4000 wattů (ve Švýcarsku 1000 wattů)
- podpora elektromotoru při šlapání až do rychlosti 45 km/h
- podpora elektromotoru bez šlapání až do rychlosti 6 km/h

V EU je klasifikován jako moped (kategorie L1e-B) a musí tedy být vybaven poznávací značkou a mít pojištění. V EU existuje značné množství různorodých regulací, obecně ale nesmí využívat cyklostezky a cyklopruhy. Ve Švýcarsku se na něj v tomto pohlíží jako na jízdní kolo a infrastrukturu pro cyklisty naopak musí využívat.

## Výrobci
Část výroby elektrokol zajišťují firmy věnující se výrobě jízdních kol dlouhodobě - jízdní kola bez elektrického pohonu a elektrokola se v jejich portfoliu doplňují (například Author). U některých výrobců se stala elektrokola dominantním produktem, ale firma dále vyrábí i neelektrifikovaná jízdní kola (například Apache), někteří výrobci pak výrobu neelektrifikovaných jízdních kol zcela opustili a soustřeďují se pouze na výrobu elektrokol (například VanMoof). S výrobou elektrokol experimentují také někteří výrobci automobilů (například koncept Škoda Klement), ale k roku 2020 se žádná automobilka na tomto poli zatím nestala významným hráčem. Výroba elektrokol je také součástí portfolia technologických firem zaměřujících se primárně na spotřební elektroniku (Xiaomi). Vznikly také zcela nové společnosti zamořující se výhradně na výrobu elektrokol (např. Stromer)
Významnými výrobci elektromotorů pro jízdní kola a dalších komponentů jsou především společnosti Bosch, Bafang a Shimano.